# 유교문화활성화사업단
유교문화활성화사업단은 대한민국의 단체이다.

## 유교아카데미
문화체육관광부가 주최하고 성균관 유교문화활성화사업단이 주관하는 유교아카데미 프로그램은 향교.서원의 인문학강좌로, 전문강좌(박사급)와 교양강좌(일반강사)를 병행하면서 문(文) 사(史) 철(哲)의 인문학적 소양을 함양하는 국가정책사업이다. 이 프로그램은 전국의 향교와 서원을 대상으로 공모사업으로 30곳의 사업자를 선정하여 진행되고 있으며, 이 강좌를 희망하는 국민들은 가까운 향교나 서원에 문의하여 참여할 수 있다.

## 청소년인성교육
문화체육관광부가 주최하고 성균관 유교문화활성화사업단이 주관하는 향교.서원의 청소년인성교육은 전국의 향교와 서원을 대상으로 공모사업으로 30곳의 사업자를 선정하여 청소년들의 인성교육을 담당하고 있다. 희망자는 가까운 향교나 서원에 문의하여 참여할 수 있다.

## 향교.서원 문화관광
문화체육관광부가 주최하고 성균관 유교문화활성화사업단이 주관하는 향교.서원 문화관광 프로그램은 전국 234곳의 향교와 700여곳의 서원을 활성화하는 국가정책사업으로 시행되는 1박2일 문화관광 프로그램이다. 매년 문화체육관광부 유교지원국고보조사업의 공모로 진행되는 문화관광사업은 20곳의 사업자를 선정하여 국고지원으로 각 지역의 향교.서원문화재 공간을 활용하여 유교문화를 체험함으로써 그 지역의 역사성과 문화성을 관광자원화하여 문화재공간을 활성화시키는 동시에 전국의 관광객들을 유치한다. 이를 통해 지역의 경제적 활성화에도 크게 기여할 수 있는 국가정책사업이다.

## 인문학여행
1박2일 인문여행은 문화체육관광부가 주최하고 성균관 유교문화활성화사업단이 주관하는 프로그램과 전국의 향교.서원을 중심으로하여 우리나라 선현들의 역사유적지와 문화재공간을 활용하여 지역의 문화관광을 활성화하고, 이를 관광자원화하는 유교문화 활성화사업이다. 이 사업은 국가의 문화관광 활성화를 위하여 시행되는 국고보조사업으로 국민 누구나 참여할 수 있다.
또한 인류의 스승이자 동방의 선현이신 신라시대의 인물 설총과 최치원, 고려시대의 인물 회헌 안향과 포은 정몽주, 조선시대의 인물 한훤당 김굉필, 일두 정여창, 정암 조광조, 회재 이언적, 퇴계 이황, 하서 김인후, 율곡 이이, 우계 성혼, 사계 김장생, 중봉 조헌, 신독재 김집, 우암 송시열, 동춘당 송준길, 남계 박세채 등 18분의 유적지와 이재 백이정, 익재 이제현, 가정 이곡, 목은 이색, 야은 길재, 강호 김숙자, 점필재 김종직, 탁영 김일손, 청송 성수침, 모재 김안국, 송강 정철, 신고당 노우명, 옥계 노진, 남명 조식, 구암 이정, 관포 어득강, 우재 손중돈, 선원 김상용, 청음 김상헌, 동계 정온, 농암 김창협, 화서 이항로, 면암 최익현, 연재 송병선, 학봉 김성일, 고봉 기대승, 서애 유성룡, 면우 곽종석, 성호 이익, 다산 정약용 등 우리나라 현인들의 유적지를 탐방하면서 선현들의 인문정신을 함양하는 인문여행 프로그램으로써 각 지방자치단체가 보전.관리하고 있는 역사유적지와 문화재공간, 자연유산들을 발굴하여 국가의 관광자원으로 삼는다.

## 기획의도
1박2일 인문여행지 16코스를 활용하여 국내관광산업을 부흥시키고 경쟁력을 확보함으로써 지방의 문화관광기반을 구축하고 이를 관광자원화하여 각 지역에 경제적 활력을 불러 일으키고자 하였다. 또한 나아가 각 지방자치단체의 문화관광정책 수립에도 기여하고자 하였다.